# The Dream Academy
The Dream Academy war eine britische Folk-Rock- und Pop-Band, die vor allem in den 1980er Jahren erfolgreich war. Neben dem Sänger und Gitarristen Nick Laird-Clowes gehörten die Multiinstrumentalistin Kate St. John (Oboe, Englischhorn und weitere Instrumente) und Gilbert Gabriel (Keyboard) der Band an. Ihr gelang mit dem Song Life in a Northern Town ein One-Hit-Wonder.

## Bandgeschichte
Das Trio fand sich 1983 zusammen. Das selbstbetitelte Debütalbum erschien im Frühjahr 1985 bei Warner Bros., koproduziert von David Gilmour. Die Singleauskopplung Life in a Northern Town stellt eine Hommage an Nick Drake dar und erreichte in Großbritannien Platz 15.
Das Musikmagazin Spin zählte es 2010 zu einem der spektakulärsten One Hit Wonder der letzten 25 Jahre. In den USA wurde die Single im Herbst 1985 veröffentlicht und erreichte Platz 7 der Billboard Hot 100. Mit der zweiten Single The Love Parade konnte die Gruppe nicht an den kommerziellen Erfolg anknüpfen.
Nach dem Mitte 1987 erschienenen Album Remembrance Days wurde es zunächst still um das Trio, bis es Ende 1990 einen Comeback-Versuch mit dem Album A Different Kind of Weather startete. Das Album floppte und The Dream Academy löste sich kurz darauf auf. Kate St. John startete eine Karriere als Solokünstlerin. Im Jahr 2000 erschien ein Best-of-Album.
Das „Ah hey ma ma ma“ aus dem Refrain von Life in a Northern Town wurde 1997 von der Gruppe Dario G. für deren Dance-Hit Sunchyme verwendet. Eine erfolgreiche Coverversion des Liedes nahm die US-amerikanische Countryband Sugarland im Jahr 2008 auf.

## Diskografie

### Studioalben
| Jahr | Titel             | Höchstplatzierung, Gesamtwochen, AuszeichnungChartplatzierungen (Jahr, Titel, Platzierungen, Wochen, Auszeichnungen, Anmerkungen) | Höchstplatzierung, Gesamtwochen, AuszeichnungChartplatzierungen (Jahr, Titel, Platzierungen, Wochen, Auszeichnungen, Anmerkungen) | Anmerkungen                          |
| Jahr | Titel             | UK | US | Anmerkungen                          |
| ---- | ----------------- | --- | --- | ------------------------------------ |
| 1985 | The Dream Academy | UK58 (2 Wo.)UK | US20 (37 Wo.)US | Erstveröffentlichung: September 1985 |
| 1987 | Remembrance Days  | — | US181 (3 Wo.)US | Erstveröffentlichung: November 1987  |

Weitere Veröffentlichungen
- 1990: A Different Kind of Weather
- 2000: Somewhere in the Sun... Best of
- 2014: The Morning Lasted All Day: A Retrospective

### Singles
| Jahr | Titel Album                                                                      | Höchstplatzierung, Gesamtwochen, AuszeichnungChartplatzierungen (Jahr, Titel, Album, Platzierungen, Wochen, Auszeichnungen, Anmerkungen) | Höchstplatzierung, Gesamtwochen, AuszeichnungChartplatzierungen (Jahr, Titel, Album, Platzierungen, Wochen, Auszeichnungen, Anmerkungen) | Anmerkungen                         |
| Jahr | Titel Album                                                                      | UK | US | Anmerkungen                         |
| ---- | -------------------------------------------------------------------------------- | --- | --- | ----------------------------------- |
| 1985 | Life in a Northern Town The Dream Academy                                        | UK15 (9 Wo.)UK | US7 (21 Wo.)US | Erstveröffentlichung: März 1985     |
| 1985 | The Love Parade The Dream Academy                                                | UK68 (5 Wo.)UK | US36 (11 Wo.)US | Erstveröffentlichung: August 1985   |
| 1985 | Please, Please, Please, Let Me Get What I Want Ferris Bueller’s Day Off (O.S.T.) | UK83 (4 Wo.)UK | — | Erstveröffentlichung: November 1985 |